# Condado de Poddębice
Condado de Poddębice (polaco: powiat poddębicki) é um powiat (condado) da Polónia, na voivodia de Lodz. A sede do condado é a cidade de Poddębice. Estende-se por uma área de 880,91 km², com 42 456 habitantes, segundo os censos de 2005, com uma densidade 48,2 hab/km².

## Divisões admistrativas
O condado possui:
Comunas urbana-rurais: Poddębice, Uniejów
Comunas rurais: Dalików, Pęczniew, Wartkowice, Zadzim
Cidades: Poddębice, Uniejów

## Demografia
População (dados de 30 de Junho de 2005):
|          | Total   | Total | Mulheres | Mulheres | Homens  | Homens |
| -------- | ------- | ----- | -------- | -------- | ------- | ------ |
|          | pessoas | %     | pessoas  | %        | pessoas | %      |
| Total    | 42 456  | 100   | 21 482   | 50,6     | 20 974  | 49,4   |
| Cidades  | 10 865  | 100   | 5716     | 52,6     | 5149    | 47,4   |
| Povoados | 31 591  | 100   | 15 766   | 49,9     | 15 825  | 50,1   |